# Benjamin Stark

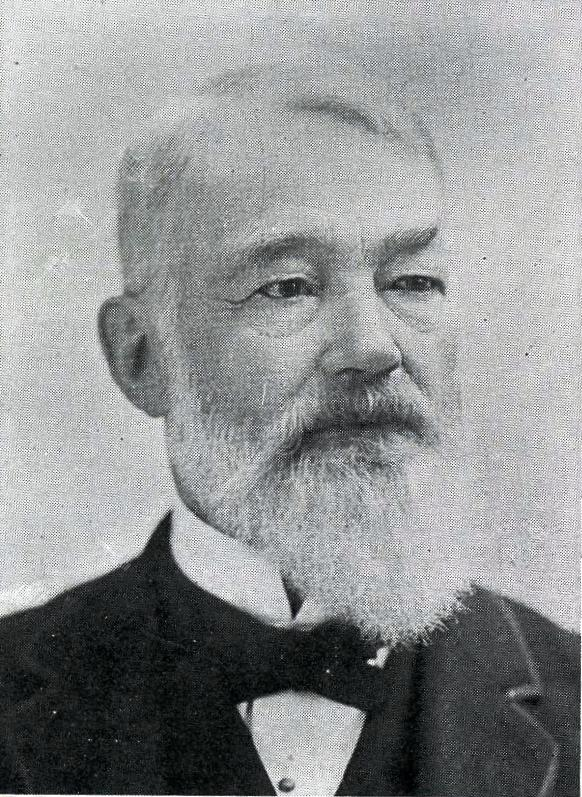

Benjamin Stark (* 26. Juni 1820 in New Orleans, Louisiana; † 10. Oktober 1898 in New London, New London County, Connecticut) war ein US-amerikanischer Politiker. In den Jahren 1861 und 1862 vertrat er den Bundesstaat Oregon im US-Senat.

## Werdegang
Noch in seiner Jugend kam Benjamin Stark mit seinen Eltern nach New London in Connecticut, wo er die Union School absolvierte. Anschließend war er bei der Hebron Academy in Maine eingeschrieben. Zwischen 1835 und 1845 arbeitete er in New York City im Handel. Im Jahr 1846 kam er erstmals auf einer Handelsreise in das Gebiet der späteren Stadt Portland. In den Jahren 1849 und 1850, zur Zeit des kalifornischen Goldrauschs, war er in San Francisco im Handel tätig. Nach einem Jurastudium und seiner im Jahr 1850 erfolgten Zulassung als Rechtsanwalt begann er in Portland in seinem neuen Beruf zu arbeiten. Politisch gehörte er zunächst der Whig Party an. Im Jahr 1852 wurde er Abgeordneter im territorialen Repräsentantenhaus von Oregon. Ein Jahr später war er als Oberst an einem lokalen Indianerkrieg beteiligt. Dann wechselte er zur Demokratischen Partei. Als deren Kandidat wurde er im Jahr 1860 in das Staatsrepräsentantenhaus gewählt. 
Nachdem der bisherige US-Senator Edward Dickinson Baker am 21. Oktober 1861 bei einem Gefecht während des Amerikanischen Bürgerkriegs	 tödlich verwundet wurde, wurde Benjamin Stark zu dessen Nachfolger im Senat bestimmt. Er übte das Mandat zwischen dem 29. Oktober 1861 und dem 12. September 1862 aus. Bei der eigentlichen Nachwahl, die dann von Benjamin F. Harding gewonnen wurde, trat Stark nicht an. Stark war zumindest anfänglich ein Anhänger der Sklaverei. Nach seinem Ausscheiden aus dem Kongress praktizierte er wieder als Rechtsanwalt. Im Jahr 1864 war er Delegierter auf der Democratic National Convention. Später zog er wieder nach New London in Connecticut, wo er in den Jahren 1873 und 1874 im Stadtrat saß. Dann wurde er 1874 in das Repräsentantenhaus von Connecticut gewählt. Außerdem gehörte er der staatlichen Gefängnis Kommission an. Benjamin Stark starb am 10. Oktober 1898 in New London. 